# Île-Molène
Île-Molène är en kommun i departementet Finistère i regionen Bretagne i västra Frankrike. Kommunen ligger i kantonen Saint-Renan som tillhör arrondissementet Brest. År 2022 hade Île-Molène 166 invånare.

## Befolkningsutveckling
Antalet invånare i kommunen Île-Molène
Referens:INSEE